# Бечку
Бечку (также Кабаний, Хамильский перевал, Бёчко-Кая, Бёчи, Бючюнде-хая; укр. Бечку, крымскотат. Böçkü, Бочкю) — перевал в Крыму высотой 722 м.
Бечку — перевал в Крымских горах, на хребте Кордон-Баир (западном отроге Ай-Петринской яйлы), между вершинами Караул (высотой 761 м) и Бечку(она же Лысая, 798 м). Через перевал проходит региональная автодорога 35Н-067 Голубинка — Передовое — Широкое (по украинской классификации — С-0-10229), соединяющая Байдарскую долину с долиной реки Бельбек. Популярное туристическое место, узловая точка многих турмаршрутов.

## История
В XIX веке перевал носил название Хамильский — об этом упоминает Эдуард Иванович Тотлебен во втором томе труда «Описание обороны г. Севастополь составлено под руководством генерал-адъютанта Тотлебена» в связи с «делом Оклобжио». Специалист по крымской топонимике Игорь Белянский приводил различные варианты названия перевала: Бёчко-Кая, Бёчи, Бючюнде-хая, в конце XX века получило распространение ещё одно название — Кабаний, происхождение которого пока не установлено.
В конце Крымской войны французское командование, готовясь к наступлению в центральные районы Крыма и чтобы занять бездельничающих солдат отдало приказ о прокладке дороги из Уркусты, где стояли французские войска, через перевал Бечку в Бельбекскую долину, к селению Ени-Сала, контролируемому русскими частями. В результате было проложено т. н. макадамово шоссе (примерно по трассе современно автодороги 35Н-067), и к октябрю на перевале и соседних вершинах стояли три неприятельские дивизии, в Байдарской долине — ещё одна. К ноябрю началось похолодание и учитывая наступающую зиму, французские войска с перевалов были сняты и отведённых ближе к Балаклаве, а в Байдарской долине, у деревни Биюк-Мускомья, остались две дивизии, стоявшие отдельными лагерями, выдвинув передовые части к селениям Бага и Уркуста.
25 ноября (7 декабря), начальник отряда левого крыла русских войск, прикрывавших внутренние районы Крыма в Бельбекской долине, полковник И. Д. Оклобжио, произвел вылазку от деревни Ени-Сала, через перевал, в Байдарскую долину, с целью «встревожить неприятеля и разузнать число и расположение его войск». На рассвете, левая колонна, под командованием майора Бирюковича, выбила французов из селения Бага, заставив отступить на ближайшую высоту, где стояли в ложементах три батальона, и, затем, вместе с правой колонной майора Даниленко, двинулась на Уркусту. Здесь ранее завязался штыковой бой, 20 французских пушек были брошены прислугой при внезапном нападении, французы отошли к берегу реки Чёрной. Затем подход сильных резервов противника заставил полковника Оклобжио отвести отряд к селению Маркур. Было взято в плен 18 человек; потери русской стороны составили 52 убитых, 60 раненых и 26 пропавших без вести. В этой вылазке получил серьёзное ранение один из известных участников Севастопольской обороны, впоследствии генерал-майор, А. И. Защук.